# The Undying Darkness
The Undying Darkness – piąty album studyjny niemieckiej grupy muzycznej Caliban, wydany 27 lutego 2006  nakładem Roadrunner Records.
Materiał na płytę został nagrany od września do października 2005 w Principal Studios w Senden. Miksowanie i mastering wykonano od października do listopada 2005 w Backstage Productions w Ripley (Wielka Brytania).
Kompozycje muzyczne utworów stworzył gitarzysta grupy, Marc Görtz. Teksty utworów autorstwa wokalisty Andreasa Dörnera bazowały na jego doświadczeniach życiowych.
Płytę promowały single "It's Our Burden to Bleed" i "Nothing Is Forever". Do tychże utworów zostały zrealizowane teledyski.
Utwór "Army of Me" jest autorstwa islandzkiej piosenkarki Björk oraz Grahama Masseya i pochodzi pierwotnie z albumu Post z 1995.

## Lista utworów
1. "Intro" – 1:05
2. "I Rape Myself" – 3:25
3. "Song About Killing" – 3:21
4. "It's Our Burden to Bleed" – 3:50
5. "Nothing Is Forever" – 3:56
6. "Together Alone" – 3:12
7. "My Fiction Beauty" – 4:42
8. "No More 2nd Chances" – 4:06
9. "I Refuse to Keep on Living..." – 5:02
10. "Sick of Running Away" – 3:47
11. "Moment of Clarity" – 2:41
12. "Army of Me" (cover Björk)
13. "Room of Nowhere" – 3:44

## Twórcy
Skład zespołu
- Andreas Dörner – śpiew, teksty
- Marc Görtz – gitara elektryczna, kompozycje, teksty
- Denis Schmidt – gitara elektryczna, śpiew melodyjny
- Marco Schaller – gitara basowa
- Patrick Grün – perkusja

Udział innych
- Anders Fridén – produkcja muzyczna, nagrywanie
- Andy Sneap – miksowanie
- Mike D'Antonio (Killswitch Engage) – projekt graficzny okładki[8]
- Mille Petrozza (Kreator) – śpiew dodatkowy w utworze 11
- Tanja Keilen (Sister Love) – śpiew dodatkowy w utworze 12
- Ben Fink, Marcel Hilgenstock (obaj Zero Mentality), Björn Esser, Florian „Flo” Velten (Machinemade God), Pete – chórki w utworach 4, 8
- Sky Hoff (Machinemade God) – gitara dodatkowa w utworach 5, 12
- Benyamin Richter – keyboard, sampling
- Bony Fertigmensch – dodatkowa gitara basowa